# دام ضيوف
دام ضيوف (بالفرنسية: Dame Diouf)‏ هو لاعب كرة قدم سنغالي في مركز الدفاع، ولد في 31 مارس 1978 في داكار في السنغال. لعب مع فيهين فيسبادن ونادي أوسنابروك ونادي هامبورغ 08 وهانوفر 96 وهولشتاين كيل ويان ريغينسبورغ.

## وصلات خارجية
- دام ضيوف على موقع قاعدة بيانات كرة القدم.إي يو (الإنجليزية)
- دام ضيوف على موقع بيانات كرة القدم. دي إي (الألمانية)
- دام ضيوف على موقع عالم كرة القدم.نت (الإنجليزية)